# И пришла любовь
«И пришла любовь» (англ. And Then Came Love) — американская комедийная мелодрама 2007 года с Ванессой Уильямс в главной роли.

## Сюжет
Джулия Дэвидсон — успешная журналистка, она добилась внушительных высот в карьере. Она одна воспитывает шестилетнего сына по имени Джейк, которого она зачала посредством зачатия донором спермы. Но когда в шесть лет Джейсон превращается в неуправляемого ребенка ей приходится смириться с мыслью что её ребенку нужен отец. Джулия разыскивает человека который был тем самым донором спермы, и находит его, и её жизнь навсегда меняется…

## В ролях
| Актёр           | Роль  |
| --------------- | ----- |
| Ванесса Уильямс | Джули |
| Эрта Китт       | Мона  |
| Кевин Дэниелс   | Пол   |
| Майкл Ботман    | Тед   |